# Interstate 20
Interstate 20 (I-20) é uma importante rodovia interestadual leste-oeste no sul dos Estados Unidos. A rodovia foi construída em 1957, ligando o Texas à costa leste, tornando-se sua primeira interestadual. A I-20 percorre 2.477 km (1.539 milhas), começando em um cruzamento com a I-10 em Scroggins Draw, Texas, e terminando em um cruzamento com a I-95 em Florence, Carolina do Sul. Entre o Texas e a Carolina do Sul, a I-20 passa pelo norte da Luisiana, Mississippi, Alabama e Geórgia. As principais cidades às quais a I-20 se conecta incluem Dallas-Fort Worth, Texas; Shreveport, Louisiana; Jackson, Mississippi; Birmingham, Alabama; Atlanta, Geórgia; e Colúmbia, Carolina do Sul.
A partir de seu terminal na I-95, a rodovia continua cerca de 3,2 km para leste até a cidade de Florence como I-20 Business (I-20 Bus.).